# Самосинхронизирующиеся коды
Самосинхронизирующиеся коды — способ синхронизации при синхронной передаче данных, когда процесс синхронизации тактового сигнала передатчика и тактового сигнала приёмника осуществляется в самом сигнале, путём его кодирования особым образом. При синхронной передаче данных возникают ситуации, когда частота взятия отсчётов в приёмнике, для восстановления битовой последовательности передаваемых данных, отличается от тактовой частоты по которой формируется сигнал отправки в передатчике. Вследствие этого происходят ошибки в получении данных. Этого можно избежать, если формировать сигнал (кодировать, манипуляция) в котором происходят детерминированные изменения по которым можно синхронизировать такты формирующего сигнала в передатчике с тактами принимающего сигнала в приёмнике. Такие кодовые последовательности получили название «самосинхронизирующиеся коды». К самосинхронизирующимся кодам относят: RZ, Манчестер-II, MLT-3, AMI, HDB3.
Основная статья: Физическое кодирование

## Области применения
- 10base-Т
- Ethernet (стандарт IEEE 802.3)
- RFID-метки
- Оптические сети связи
- Token Ring

## Примечание
1. ↑  Шевкопляс Б.. Синхронизация передачи данных: способы кодирования. Дата обращения: 14 октября 2017. Архивировано из оригинала 13 октября 2017 года.